# Wilhelm Volckmar
Wilhelm Valentin Volckmar (26. december 1812 — 27. august 1887) var en tysk organist og komponist.
Volckmar gjorde sig på talrige koncertrejser bekendt som virtuos på sit instrument og komponerede en række orgelsonater, koncerter og en Schule der Geläufigkeit für die Orgel m.m.; også violinstykker, kor og sange.